# Morval (Frankrijk)
Morval is een gemeente in het Franse departement Pas-de-Calais (regio Hauts-de-France) en telt 91 inwoners (2009). De plaats maakt deel uit van het arrondissement Arras.

## Geografie
De oppervlakte van Morval bedraagt 2,4 km², de bevolkingsdichtheid is dus 37,9 inwoners per km².
De onderstaande kaart toont de ligging van Morval (Frankrijk) met de belangrijkste infrastructuur en aangrenzende gemeenten.

## Demografie
Onderstaande figuur toont het verloop van het inwonertal (bron: INSEE-tellingen).

## Trivia
- Frank Boeijen bezingt de streek in het lied "Windstil" op zijn album As uit 2006.